# Чарлі Малгрю
Чарлі Малгрю (англ. Charlie Mulgrew, нар. 6 березня 1986, Глазго) — шотландський футболіст, захисник клубу «Данді Юнайтед» і національної збірної Шотландії.
П'ятириразовий чемпіон Шотландії. Дворазовий володар Кубка Шотландії. Володар Кубка шотландської ліги.

## Клубна кар'єра
У дорослому футболі дебютував 2002 року виступами за «Селтік», в якому провів чотири сезони, граючи за команду дублерів. Частину 2006 року провів в оренді у «Данді Юнайтед».
2006 року приєднався до англійського «Вулвергемптон Вондерерз», в якому, втім, також не зміг пробитися до оснвного складу і, провівши в новому клубі за півтора сезони лише 6 матчів, на початку 2008 був відданий в оренду до «Саутенд Юнайтед». Влітку того ж року гравець повернувся до Шотландії, уклавши дворічний контракт з «Абердином».
Ставши за два року ключовим гравцем захисту «Абердина», 1 липня 2010 року Чарлі уклав трирічний контракт зі своїм рідним «Селтіком», де дуже швидко став регулярно включатися до основного складу команди.

## Виступи за збірні
Протягом 2007–2008 років залучався до складу молодіжної збірної Шотландії. На молодіжному рівні зіграв в 11 офіційних матчах, забив 2 голи.
2012 року дебютував в офіційних матчах у складі національної збірної Шотландії. Наразі провів у формі головної команди країни 44 матчі, забивши 3 голи.

## Титули і досягнення
- Чемпіон Шотландії (5):

«Селтік»:  2011–12, 2012–13, 2013–14, 2014–15, 2015–16
- Володар Кубка Шотландії (2):

«Селтік»:  2010–11, 2012–13
- Володар Кубка шотландської ліги (1):

«Селтік»:  2014–15